# Miaoxi, Zhejiang
Miaoxi är en köpinghuvudort i Kina. Den ligger i provinsen Zhejiang, i den östra delen av landet, omkring 61 kilometer norr om provinshuvudstaden Hangzhou. Antalet invånare är 14 723. Befolkningen består av 7 202 kvinnor och 7 521 män. Barn under 15 år utgör 10,0 %, vuxna 15-64 år 75 %, och äldre över 65 år 14,0 %.
Runt Miaoxi är det tätbefolkat, med 530 invånare per kvadratkilometer. Närmaste större samhälle är Huzhou, 13,0 km nordost om Miaoxi. I omgivningarna runt Miaoxi växer i huvudsak blandskog.
Genomsnittlig årsnederbörd är 1 675 millimeter. Den regnigaste månaden är juni, med i genomsnitt 253 mm nederbörd, och den torraste är november, med 62 mm nederbörd.